# We are the Fellows
『We are the Fellows』（ウィー・アー・ザ・フェローズ）は、ASKAのベスト・アルバム。2018年3月12日から5月7日まで、通販限定・期間限定で販売され、同年10月17日に一般発売された。発売元はヤマハミュージックエンタテインメントホールディングス。

## 背景・リリース
ASKAがソロデビューとして30周年を迎え記念として発売された作品で、自身のベスト・アルバムとしては1999年発売の『ASKA the BEST Selection 1988-1998』以来約19年ぶりとなる。本作はこれまでASKAとして発表した99曲（シングル・アルバム全て）からファンによって人気が高かった13曲がセレクトされた作品になっている。
本作の収録曲はASKA監修の元でリマスタリングしており、マスターテープの音がより忠実に再現できるようUHQ-CDを使用している。また、散文詩「響き」が収載されている。
販売形態は通信販売、2018年3月12日から受注販売開始し3月20日から順次発送された。受注販売は同年5月7日で終了したが、同年10月17日、本作と対をなすASKA本人選曲のベスト・アルバム『Made in ASKA』の発売と同時に、一般販売が開始された。
それまでにCHAGE and ASKAのベスト・アルバムも含めてさまざまなベスト・アルバムが発売されてきたが、ASKA本人が監修する作品は一つもなく、他人任せになっていた。本作と『Made in ASKA』に関してはASKAが初めて監修を行った作品にもなる。本作は「はじまりはいつも雨」などのヒット曲も収録されており、ASKAは「世間に紹介するならこの曲、としてファンが幅広い人に向けに僕よりも客観的に選んで下さったのかもしれない。」とコメントしている。

## 収録曲
- 曲順は順位どおりとなっている[9]。なお、2001年より前の作品の作者は飛鳥涼名義であるが、本作は全てASKA名義で統一する。

| 全作詞・作曲: ASKA。 |                                   |           |            |                        |      |
| #                    | タイトル                          | 作詞      | 作曲・編曲 | 編曲                   | 時間 |
| 1.                   | 「けれど空は青 〜close friend〜」 | ASKA      | ASKA       | 十川ともじ             | 5:22 |
| 2.                   | 「月が近づけば少しはましだろう」  | ASKA      | ASKA       | 十川ともじ             | 6:32 |
| 3.                   | 「はじまりはいつも雨」            | ASKA      | ASKA       | 澤近泰輔               | 4:28 |
| 4.                   | 「晴天を誉めるなら夕暮れを待て」  | ASKA      | ASKA       | 十川ともじ             | 5:15 |
| 5.                   | 「君が愛を語れ」                  | ASKA      | ASKA       | 澤近泰輔               | 5:33 |
| 6.                   | 「伝わりますか」                  | ASKA      | ASKA       | 十川ともじ             | 4:38 |
| 7.                   | 「東京」                          | ASKA      | ASKA       | ASKAの音楽を愛する仲間 | 5:12 |
| 8.                   | 「同じ時代を」                    | ASKA      | ASKA       | 松本晃彦               | 4:03 |
| 9.                   | 「next door」                     | ASKA      | ASKA       | 井上鑑                 | 6:21 |
| 10.                  | 「Girl」                          | ASKA      | ASKA       | ASKA、松本晃彦         | 5:01 |
| 11.                  | 「HELLO」                         | ASKA      | ASKA       | 武部聡志               | 6:09 |
| 12.                  | 「と、いう話さ」                  | ASKA      | ASKA       | ASKA、鈴川真樹         | 5:31 |
| 13.                  | 「しゃぼん」                      | ASKA      | ASKA       | 澤近泰輔               | 5:28 |
| 合計時間:            | 合計時間:                         | 合計時間: | 69:33      |                        |      |

## 楽曲解説
1. けれど空は青 〜close friend〜
1991年発売の2枚目アルバム『SCENE II』収録曲。
2. 月が近づけば少しはましだろう
1995年発売の3枚目アルバム『NEVER END』収録曲。
3. はじまりはいつも雨
1991年発売の3枚目シングル。
4. 晴天を誉めるなら夕暮れを待て
1995年発売の4枚目シングル。シングル・バージョンは国内版ではアルバム初収録。
5. 君が愛を語れ
3枚目シングル『はじまりはいつも雨』のカップリング曲。シングル・バージョンはアルバム初収録。
6. 伝わりますか
1988年発売の1枚目アルバム『SCENE』収録曲。
7. 東京
2017年発売の8枚目アルバム『Too many people』収録曲。
8. 同じ時代を
1998年発売の5枚目アルバム『kicks』収録曲。
9. next door
アルバム『NEVER END』収録曲。
10. Girl
1998年発売の7枚目シングル。
11. HELLO
アルバム『NEVER END』収録曲。
12. と、いう話さ
アルバム『Too many people』収録曲。
13. しゃぼん
アルバム『Too many people』収録曲。

## アンケート方法
2018年1月24日から2月28日まで、ASKAオフィシャルサイトにて「あなたの好きなASKAソロ楽曲」のアンケートを実施した。
アンケートの方法は、ASKAのソロ・デビュー曲「My Mr. LONELY HEART」から、最新アルバム『Black & White』収録曲まで、ASKAがソロ・アーティストとして発表した99曲の中から、1人10曲をセレクトして回答するというもの。
アンケート時に目的は明記されていなかったが、これより4か月前に自身のブログにて、『ソロデビュー30周年記念ベスト盤』制作を勧められたことをきっかけに、「本当のベスト盤」というものを作りたいと思うようになったことを語り、「自分の選曲よりも、『これまでずっと支えてくださった皆さんによっての選曲を、いちばんのベースにした一枚にしたい』この考えが、心の柱となりました」「みなさんの選曲は、オフィシャルサイトでお願いすることになります」「何とか、実現させたい」と、ベスト盤制作への強い意思と計画を明かしていた。
なお、ASKA曰く15位、17位、18位の楽曲が13位以内に入っていたら、本作は発売が不可能であったという。
ASKAソロ曲リスト（99曲）
| NO. | 曲名                             | 収録タイトル                                | 初版発売年 | 投票結果 |
| --- | -------------------------------- | ------------------------------------------- | ---------- | -------- |
| 1   | MY Mr.LONELY HEART               | 1stシングル『MY Mr.LONELY HEART』           | 1987年     | 14位     |
| 2   | 大人じゃなくていい               | 1stシングル『MY Mr.LONELY HEART』           | 1987年     |          |
| 3   | MIDNIGHT 2 CALL                  | 2ndシングル『MIDNIGHT 2 CALL』              | 1988年     |          |
| 4   | 夢はるか                         | 2ndシングル『MIDNIGHT 2 CALL』              | 1988年     |          |
| 5   | はじまりはいつも雨               | 3rdシングル『はじまりはいつも雨』           | 1991年     | 3位      |
| 6   | 君が愛を語れ                     | 3rdシングル『はじまりはいつも雨』           | 1991年     | 5位      |
| 7   | 晴天を誉めるなら夕暮れを待て     | 4thシングル『晴天を誉めるなら夕暮れを待て』 | 1995年     | 4位      |
| 8   | オンリーロンリー                 | 4thシングル『晴天を誉めるなら夕暮れを待て』 | 1995年     |          |
| 9   | ID                               | 5thシングル『ID』                           | 1997年     |          |
| 10  | 風の引力                         | 5thシングル『ID』                           | 1997年     |          |
| 11  | 着地点                           | 6thシングル『ONE』                          | 1997年     |          |
| 12  | ONE                              | 6thシングル『ONE』                          | 1997年     |          |
| 13  | こんなふうに                     | 6thシングル『ONE』                          | 1997年     |          |
| 14  | Girl                             | 7thシングル『Girl』                         | 1998年     | 10位     |
| 15  | 花は咲いたか                     | 7thシングル『Girl』                         | 1998年     |          |
| 16  | good time                        | 8thシングル『good time』                    | 2000年     |          |
| 17  | judge by myself                  | 8thシングル『good time』                    | 2000年     |          |
| 18  | 心に花の咲く方へ                 | 9thシングル『心に花の咲く方へ』             | 2003年     | 15位     |
| 19  | UNI-VERSE                        | 10thシングル『UNI-VERSE』                   | 2008年     | 18位     |
| 20  | あなたが泣くことはない           | 11thシングル『あなたが泣くことはない』      | 2009年     |          |
| 21  | L&R                              | 11thシングル『あなたが泣くことはない』      | 2009年     |          |
| 22  | 歌の中には不自由がない           | 配信限定シングル                            | 2012年     |          |
| 23  | 伝わりますか                     | 1stアルバム『SCENE』                        | 1988年     | 6位      |
| 24  | 予感                             | 1stアルバム『SCENE』                        | 1988年     |          |
| 25  | SCENE                            | 1stアルバム『SCENE』                        | 1988年     |          |
| 26  | ふたり                           | 1stアルバム『SCENE』                        | 1988年     |          |
| 27  | 今でも                           | 1stアルバム『SCENE』                        | 1988年     |          |
| 28  | 最後の場面                       | 1stアルバム『SCENE』                        | 1988年     |          |
| 29  | けれど空は青～close friend～     | 2ndアルバム『SCENE II』                     | 1991年     | 1位      |
| 30  | love is alive                    | 2ndアルバム『SCENE II』                     | 1991年     |          |
| 31  | DAYS OF DREAM                    | 2ndアルバム『SCENE II』                     | 1991年     |          |
| 32  | 恋                               | 2ndアルバム『SCENE II』                     | 1991年     |          |
| 33  | 都会の空                         | 2ndアルバム『SCENE II』                     | 1991年     |          |
| 34  | 風の住む町                       | 2ndアルバム『SCENE II』                     | 1991年     |          |
| 35  | PLEASE                           | 2ndアルバム『SCENE II』                     | 1991年     |          |
| 36  | 止まった時計                     | 2ndアルバム『SCENE II』                     | 1991年     |          |
| 37  | HELLO                            | 3rdアルバム『NEVER END』                    | 1995年     | 11位     |
| 38  | NEVER END                        | 3rdアルバム『NEVER END』                    | 1995年     |          |
| 39  | you & me                         | 3rdアルバム『NEVER END』                    | 1995年     | 19位     |
| 40  | I'm busy                         | 3rdアルバム『NEVER END』                    | 1995年     |          |
| 41  | どうってことないさ               | 3rdアルバム『NEVER END』                    | 1995年     |          |
| 42  | next door                        | 3rdアルバム『NEVER END』                    | 1995年     | 9位      |
| 43  | はるかな国から                   | 3rdアルバム『NEVER END』                    | 1995年     |          |
| 44  | 月が近づけば少しはましだろう     | 3rdアルバム『NEVER END』                    | 1995年     | 2位      |
| 45  | 草原にソファを置いて             | 4thアルバム『ONE』                          | 1997年     |          |
| 46  | バーガーショップで逢いましょう   | 4thアルバム『ONE』                          | 1997年     |          |
| 47  | 僕はすっかり                     | 4thアルバム『ONE』                          | 1997年     | 20位     |
| 48  | 共謀者                           | 4thアルバム『ONE』                          | 1997年     |          |
| 49  | 帰宅                             | 4thアルバム『ONE』                          | 1997年     |          |
| 50  | ブラックマーケット               | 4thアルバム『ONE』                          | 1997年     |          |
| 51  | 君が家に帰ったときに             | 4thアルバム『ONE』                          | 1997年     |          |
| 52  | No Way                           | 5thアルバム『kicks』                        | 1998年     |          |
| 53  | Now                              | 5thアルバム『kicks』                        | 1998年     |          |
| 54  | In My Circle                     | 5thアルバム『kicks』                        | 1998年     |          |
| 55  | 遊星                             | 5thアルバム『kicks』                        | 1998年     |          |
| 56  | 馬を下りた王様                   | 5thアルバム『kicks』                        | 1998年     |          |
| 57  | 同じ時代を                       | 5thアルバム『kicks』                        | 1998年     | 8位      |
| 58  | Tattoo                           | 5thアルバム『kicks』                        | 1998年     |          |
| 59  | Kicks Street                     | 5thアルバム『kicks』                        | 1998年     |          |
| 60  | birth                            | 6thアルバム『SCENE III』                    | 2005年     |          |
| 61  | 愛温計                           | 6thアルバム『SCENE III』                    | 2005年     |          |
| 62  | walking around the Xmas          | 6thアルバム『SCENE III』                    | 2005年     |          |
| 63  | 君の好きだった歌へのプロローグ   | 6thアルバム『SCENE III』                    | 2005年     |          |
| 64  | 背中で聞こえるユーモレスク       | 6thアルバム『SCENE III』                    | 2005年     |          |
| 65  | loop（birth reconstructive mix） | 6thアルバム『SCENE III』                    | 2005年     |          |
| 66  | 抱き合いし恋人                   | 6thアルバム『SCENE III』                    | 2005年     |          |
| 67  | 思い出すなら                     | カバーアルバム『BOOKEND』                   | 2011年     |          |
| 68  | いろんな人が歌ってきたように     | 7thアルバム『SCRAMBLE』                     | 2012年     | 17位     |
| 69  | 朝をありがとう                   | 7thアルバム『SCRAMBLE』                     | 2012年     |          |
| 70  | どんなことがあっても             | 7thアルバム『SCRAMBLE』                     | 2012年     |          |
| 71  | SCRAMBLE                         | 7thアルバム『SCRAMBLE』                     | 2012年     |          |
| 72  | 水ゆるく流れ                     | 7thアルバム『SCRAMBLE』                     | 2012年     |          |
| 73  | 僕の来た道                       | 7thアルバム『SCRAMBLE』                     | 2012年     |          |
| 74  | FUKUOKA                          | 8thアルバム『Too many people』              | 2017年     | 16位     |
| 75  | Be free                          | 8thアルバム『Too many people』              | 2017年     |          |
| 76  | リハーサル                       | 8thアルバム『Too many people』              | 2017年     |          |
| 77  | 東京                             | 8thアルバム『Too many people』              | 2017年     | 7位      |
| 78  | X1                               | 8thアルバム『Too many people』              | 2017年     |          |
| 79  | それでいいんだ今は               | 8thアルバム『Too many people』              | 2017年     |          |
| 80  | Too many people                  | 8thアルバム『Too many people』              | 2017年     |          |
| 81  | と、いう話さ                     | 8thアルバム『Too many people』              | 2017年     | 12位     |
| 82  | 元気か自分                       | 8thアルバム『Too many people』              | 2017年     |          |
| 83  | 通り雨                           | 8thアルバム『Too many people』              | 2017年     |          |
| 84  | 信じることが楽さ                 | 8thアルバム『Too many people』              | 2017年     |          |
| 85  | 未来の勲章                       | 8thアルバム『Too many people』              | 2017年     |          |
| 86  | しゃぼん                         | 8thアルバム『Too many people』              | 2017年     | 13位     |
| 87  | 塗りつぶして行け!                | 9thアルバム『Black&White』                  | 2017年     |          |
| 88  | Black&White                      | 9thアルバム『Black&White』                  | 2017年     |          |
| 89  | Loneliness                       | 9thアルバム『Black&White』                  | 2017年     |          |
| 90  | London～38 east end road         | 9thアルバム『Black&White』                  | 2017年     |          |
| 91  | 君と春が来る                     | 9thアルバム『Black&White』                  | 2017年     |          |
| 92  | 誰がために鐘は鳴る               | 9thアルバム『Black&White』                  | 2017年     |          |
| 93  | オレンジの海                     | 9thアルバム『Black&White』                  | 2017年     |          |
| 94  | 今がいちばんいい                 | 9thアルバム『Black&White』                  | 2017年     |          |
| 95  | 風景が僕をためしている           | 9thアルバム『Black&White』                  | 2017年     |          |
| 96  | 石の風が吹く道                   | 9thアルバム『Black&White』                  | 2017年     |          |
| 97  | 夢でいてくれるでしょう           | 9thアルバム『Black&White』                  | 2017年     |          |
| 98  | 僕であるために                   | 9thアルバム『Black&White』                  | 2017年     |          |
| 99  | Fellows                          | 9thアルバム『Black&White』                  | 2017年     |          |

 9thアルバム『Black&White』の隠しトラック「一度きりの笑顔」は含まれていない。